# Alcobaça (freguesia)
A Freguesia de Alcobaça foi uma freguesia portuguesa do Município de Alcobaça que tinha 3,07 km² de área e 5 751 habitantes (2011), e, por isso, uma densidade populacional de 1 873,3 hab./km².
Foi extinta (agregada), em 2013, no âmbito de uma reforma administrativa nacional, tendo sido agregada à freguesia de Vestiaria, para formar uma nova freguesia denominada União das Freguesias de Alcobaça e Vestiaria, da qual é sede.

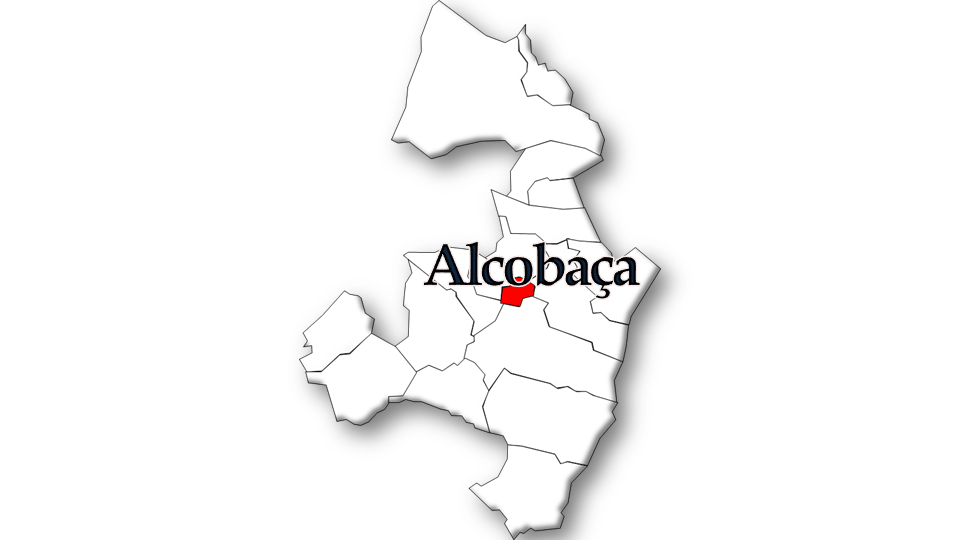
Localização no município de Alcobaça

## População

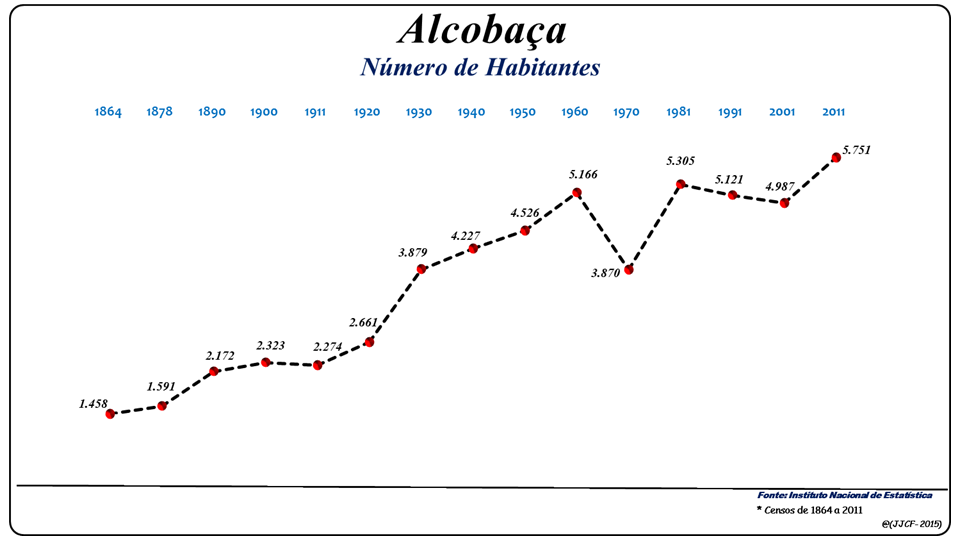
Evolução da População (1864 / 2011)

| População da freguesia de Alcobaça | População da freguesia de Alcobaça | População da freguesia de Alcobaça | População da freguesia de Alcobaça | População da freguesia de Alcobaça | População da freguesia de Alcobaça | População da freguesia de Alcobaça | População da freguesia de Alcobaça | População da freguesia de Alcobaça | População da freguesia de Alcobaça | População da freguesia de Alcobaça | População da freguesia de Alcobaça | População da freguesia de Alcobaça | População da freguesia de Alcobaça | População da freguesia de Alcobaça |
| ---------------------------------- | ---------------------------------- | ---------------------------------- | ---------------------------------- | ---------------------------------- | ---------------------------------- | ---------------------------------- | ---------------------------------- | ---------------------------------- | ---------------------------------- | ---------------------------------- | ---------------------------------- | ---------------------------------- | ---------------------------------- | ---------------------------------- |
| 1864                               | 1878                               | 1890                               | 1900                               | 1911                               | 1920                               | 1930                               | 1940                               | 1950                               | 1960                               | 1970                               | 1981                               | 1991                               | 2001                               | 2011                               |
| 1 458                              | 1 591                              | 2 172                              | 2 323                              | 2 274                              | 2 661                              | 3 879                              | 4 227                              | 4 526                              | 5 166                              | 3 870                              | 5 305                              | 5 121                              | 4 987                              | 5 751                              |

## Resultados eleitorais

### Eleições autárquicas (Junta de Freguesia)

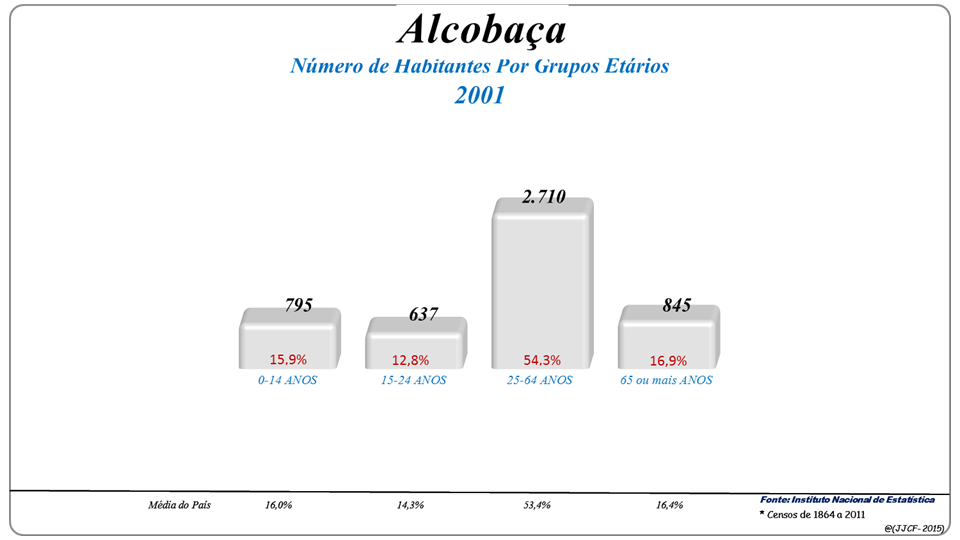
Grupos Etários (2001 e 2011)

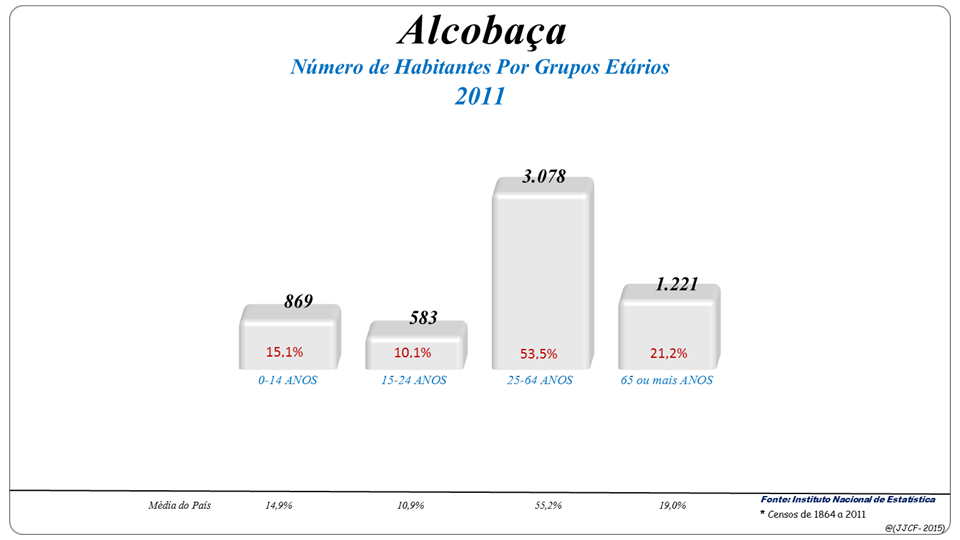
Grupos Etários (2001 e 2011)

| Partido      | %    | M    | %    | M    | %    | M    | %    | M    | %    | M    | %    | M    | %    | M    | %    | M    | %    | M    | %    | M    |
| Partido      | 1976 | 1976 | 1979 | 1979 | 1982 | 1982 | 1985 | 1985 | 1989 | 1989 | 1993 | 1993 | 1997 | 1997 | 2001 | 2001 | 2005 | 2005 | 2009 | 2009 |
| ------------ | ---- | ---- | ---- | ---- | ---- | ---- | ---- | ---- | ---- | ---- | ---- | ---- | ---- | ---- | ---- | ---- | ---- | ---- | ---- | ---- |
| PS           | 42,3 | 5    | 33,7 | 4    | 34,0 | 4    | 21,6 | 2    | 28,0 | 3    | 38,0 | 4    | 27,4 | 2    | 22,5 | 2    | 20,1 | 2    | 16,7 | 2    |
| PPD/PSD      | 22,2 | 2    |      |      |      |      | 64,0 | 6    | 34,7 | 3    | 34,8 | 4    | 40,5 | 4    | 40,9 | 4    | 46,4 | 5    | 26,5 | 4    |
| CDS-PP       | 16,3 | 1    |      |      |      |      |      |      | 21,6 | 2    | 8,3  | -    |      |      |      |      |      |      | 10,8 | 1    |
| FEPU/APU/CDU | 16,3 | 1    | 15,2 | 2    | 15,2 | 2    | 18,3 | 1    | 11,4 | 1    | 12,6 | 1    | 28,5 | 3    | 31,6 | 3    | 26,3 | 2    | 18,8 | 3    |
| AD           |      |      | 49,5 | 7    | 48,2 | 7    |      |      |      |      |      |      |      |      |      |      |      |      |      |      |
| IND          |      |      |      |      |      |      |      |      |      |      |      |      |      |      |      |      |      |      | 21,5 | 3    |

## Património
- Capela de Nossa Senhora do Desterro
- Mosteiro de Alcobaça
- Edifício onde viveu Manuel Vieira da Natividade
- Castelo de Alcobaça (ruínas)
- Capela de Nossa Senhora da Conceição (Alcobaça)
- Casa de Alcobaça

## Personalidades ilustres
- Barão de Alcobaça e Visconde de Alcobaça